# Dioscorea sagittata
Dioscorea sagittata är en enhjärtbladig växtart som beskrevs av Jean Louis Marie Poiret. Dioscorea sagittata ingår i släktet Dioscorea och familjen Dioscoreaceae. Inga underarter finns listade i Catalogue of Life.